# 任意アクセス制御
任意アクセス制御（にんいアクセスせいぎょ、DAC:Discretionary Access Control）は、コンピュータユーザが、管理者が指定したものよりも限定的なアクセスを自分自身のリソースに認めることが許されている恣意的なシステム制御の総称である。
この制御方式においては、ユーザに認められたリソースへのアクセスはユーザに全て委ねられているので、事故や悪意によって、管理者が認めるか否かを問わず権限のないユーザにアクセスを許可することになるのである。
UNIXやWindowsにおける標準的なセキュリティモデルはDACである。